# 後藤香織 (オルガン奏者)
後藤 香織（ごとう かおり、1978年11月21日 - ）は、日本のパイプオルガン奏者、音楽プロデューサー。宮城県出身。尚絅学院、石巻市遊楽館でオルガニスト・オルガン講師を務める。「仙台オルガン協会 ORGAN Friends」代表。鍵盤楽器の演奏と作編曲・音楽制作やプロデュース等、国内外で活動中。

## 略歴
フェリス女学院大学音楽学部器楽科パイプオルガン専攻卒業。在学中にドイツへ渡り、現地のアカデミー等で研鑽を積んだ。日本オルガニスト協会「第29回オルガン新人演奏会」出演。フェリス女学院大学ディプロマ課程在籍中に渡米し、ボストン（New England Conservatory of Music）で林佑子に師事。
2005年に岐阜県美濃白川イタリアオルガンアカデミーにてゲラルデスキ賞を、2008年にピストイア賞をそれぞれ受賞。2009年には「W.Hermans国際オルガンコンクール」で最終選考に残る。
泉谷しげるにオルガンとのコラボを持ちかけ、そのために泉谷が作曲した『頭上の脅威』で泉谷と競演してもいる。